# The Wedding Ring
The Wedding Ring (Zin'naariyâ!, también llamada L'Alliance d'or) es una película dramática coproducida entre Níger, Burkina Faso y Francia, dirigida por Rahmatou Keïta, estrenada en 2016. Es la primera película presentada por Níger en la categoría de películas en lengua extranjera de los Premios Óscar.

## Sinopsis
Tiyaa es una joven de la aristocrática Fulani que estudió en París y ha regresado a su región natal en el Sultanato de Damagaramr en Níger. Está en espera de que el joven que conoció en París, proveniente de una prestigiosa familia del emirato de Maiduguri, viaje a Níger para pedirla en matrimonio. Tiyaa tiene una oportunidad para aprender la cultura de su país, principalmente hablando con otras mujeres.

## Premios y nominaciones
- Nominada a los premios Golden Gate de San Francisco en 2017
- Premio especial del jurado en el Festival Internacional de Cine Musulmán de Kazán en 2017[6]
- Premio al Mejor Director de Ficción en el Festival YARHA en 2019 por Rahmatou Keïta[7]